# The Sullen Sulcus
The Sullen Sulcus jest drugim studyjnym albumem irlandzkiej doommetalowej grupy Mourning Beloveth wydanym 15 grudnia 2002 roku przez Aftermath Music.

## Lista utworów
1. „The Words That Crawled” – 12:25
2. „It almost Looked Human” – 7:21
3. „The Insolent Caul” – 10:08
4. „Narcissistic Funeral” – 13:33
5. „My Sullen Sulcus” – 11:23
6. „Anger`s Streaming Arrows” – 10:38

## Twórcy
- Darren Moore – śpiew
- Frank Brennan – gitara
- Brian Delany – gitara
- Tim Johnson – perkusja
- Adrian Butler – gitara basowa
- Robert Magoolagan – produkcja, realizacja nagrań
- Stuart Anstis – mastering
- Ross Adams – mastering
- Paul McCarroll – projekt okładki